# Roca Umbert Fàbrica de les Arts
La Fàbrica de les Arts Roca Umbert és un equipament cultural ubicat a l'antiga fàbrica Roca Umbert a la ciutat de Granollers (Vallès Oriental), concebuda actualment com un gran centre cultural, artístic i tecnològic de l'Ajuntament de Granollers. L'espai ocupa una superfície de 20.000 m² que representen aproximadament un terç de l'antiga factoria Roca Umbert.

## Història de la Fàbrica

### Fundació
Josep Umbert i Ventura (1844-1917) va fundar la Fàbrica Roca Umbert l'any 1871 a Sant Feliu de Codines. Coneix un creixement molt ràpid, el que la portà l'any 1904 a traslladar-se a Granollers, a l'actual Fàbrica de les Arts. L'any 1917 mor Josep Umbert, però els seus familiars segueixen la seva tasca i la fàbrica continua endavant, amb centres productius a Granollers, Sant Feliu de Codines, Monistrol de Montserrat, Ripollet i magatzems i oficines a Barcelona. La seva principal producció eren les pisanes (teixits de fil o cotó amb tafetà de diversos colors utilitzat per la confecció de roba per vestits de dona i nens).

### L'esclat de la Guerra Civil i les seves conseqüències
El 1936, amb l'esclat de la Guerra Civil Espanyola, l'empresa és decomissada pels obrers i és rebatejada amb el nom d'Espartacus. El gener de 1939 sofrí una greu destrucció a causa d'un incendi provocat. Acabada la Guerra Civil va ser recuperada pels seus antics propietaris que lentament la van anar recuperant. Posteriorment, a la dècada dels anys 1950 es va construir la Tèrmica, un espai que permetia l'autonomia de subministrament elèctric per tal d'evitar les parades de producció a causa dels talls elèctrics constants. En aquest període es fabriquen gran quantitat de teixits i l'empresa es modernitza.

### El tancament de l'empresa
El 1971 es tanquen les naus de Sant Feliu de Codines i els seus propietaris s'acullen al Plan de Reestructuración Textil. L'any 1976 s'inicia el trasllat de la fàbrica de Granollers a La Batllòria (Sant Celoni), on es construeix un nou edifici de 9.000 m² i l'any 1978 s'acomiaden 450 persones dins del pla de reestructuració de l'empresa. Finalment, la Fàbrica Roca Umbert tanca les portes l'any 1991, i l'Ajuntament de Granollers va adquirir les instal·lacions de la fàbrica l'any el 1993.

## La família Umbert i la seva relació amb Montornès del Vallès
A principis del segle xx, diversos burgesos barcelonins van començar a adquirir cases pairals o es van fer construir cases modernistes com a segones residències. Josep Roca Umbert no va ser l'excepció; l'any 1933 ell i la seva esposa, Rosa Viñas, van decidir comprar el manso Vilallonga de Montornès del Vallès. Montornès era un poble petit, amb poc més de 800 habitants, però la família va considerar que era un lloc idoni; els permetia gaudir de la tranquil·litat de la natura i, al mateix temps, mantenir-se a prop de les seves fàbriques.
No obstant això, amb l'alçament militar de 1936, el poble republicà va començar a controlar el carrer i a prendre control de les fàbriques. A conseqüència de la revolta, els Roca Umbert, com tantes altres famílies burgeses, es van veure obligats a deixar Catalunya. La fàbrica va passar a ser gestionada pels treballadors, i l'Ajuntament va habilitar el manso de Vilallonga com a residència per a set famílies. Finalitzada la Guerra, però, el règim feixista va retornar les propietats als seus antics amos, i la família va poder recuperar l'empresa i la segona residència.
Durant la postguerra, els Roca Umbert van anar trampejant per a mantenir el negoci, i Montornès, que comptava aleshores amb escassos recursos, s'esforçava per a poder tornar a la normalitat. En aquells anys de dificultats, l'Església va recuperar el paper central que tenia en la vida pública, i l'ofici religiós es va convertir en la principal activitat d'oci per al poble. Les contribucions de la família a l'Església van ser objecte de prestigi pels habitants de Montornès. Rosa Viñas va ser una de les principals contribuïdores a l'hora de reconstruir la parròquia del poble i en va finançar la decoració de l'interior. A més a més, la família va fer grans donacions a les fàbriques de Granollers i Sant Feliu de Codines, on es van poder implementar moltes millores. Tot plegat va suposar un augment del prestigi de la família entre els veïns, que posteriorment els permetria gaudir de certs favors per a l'empresa.
La següent generació de la família va ser formada pel fill de Josep Roca Umbert i els fills dels seus germans, i va aprofitar la liberalització de l'economia per ampliar el negoci i centralitzar-lo a Granollers. L'arribada de les inversions estrangeres, la bona conjuntura econòmica i l'augment del nivell de vida a Espanya van permetre a l'empresa viure una de les seves etapes daurades. No obstant això, la família va veure ràpidament que el proveïment de l'aigua era un important motiu de preocupació, però Montornès va alleugerar el problema, jugant altre cop un paper important en la història dels Roca Umbert; el 1964, els nous gerents de la fàbrica van acordar amb l'Ajuntament la captació de part de l'aigua del Riu Mogent per a proveir a la fàbrica. Així, sis mesos després, els calderers van acabar les dues canonades entre el riu, a l'altura de Vilanova del Vallès i Granollers. Anys després, però, el Besòs era un dels rius més bruts d'Europa, i el 1974 els empresaris van ser acusats de la seva contaminació. La demanda va quedar finalment anul·lada, perquè l'empresa s'encarregava de depurar l'aigua que utilitzava.
Tota aquesta etapa daurada va començar a esvair-se durant els anys següents; el tèxtil ja no els aportava gaire benefici, a causa de l'alt preu del petroli i de la mà d'obra. Així, el 1976 van iniciar el desmantellament de la fàbrica de Granollers, i a principis del 90 van veure convenient tancar l'empresa i dedicar-se altres sectors més rendibles que el tèxtil.
Avui dia, resideixen temporalment a Montornès els nets de Josep Roca Umbert i la família encara gaudeix de certa popularitat entre els nous veïns del poble.

## Projecte Roca Umbert Fàbrica de les Arts
L'any 2002, l'Ajuntament de Granollers rehabilita una de les naus de la fàbrica per instal·lar-hi una escola-taller, el Centre Tecnològic i Universitari, amb el que la fàbrica inicia el procés per convertir-se en un espai cultural per la ciutat. El projecte queda reflectit l'any 2003 amb l'aprovació del Pla d'Usos del projecte Roca Umbert Fàbrica de les Arts.

### Espais
El projecte va anar consolidant-se de mica en mica. L'any 2005, posteriorment a l'obertura del Centre Tecnològic i Universitari, es va inaugurar la Biblioteca, i el 2006 “la Troca”, el Centre de Cultura Popular i Tradicional de Granollers. Aquell mateix any obre el Bar, el CUB espai d'assaig musical i les oficines.
El 2008 s'inaugura l'Espai d'Arts, un equipament que concentra el programa de creació amb arts visuals i altres disciplines relacionades. La missió principal del centre és principalment donar suport a la producció contemporània, i és per això que compra amb un ampli nombre d'exposicions i presentacions i projectes artístics. Pel que fa als espais, l’Espai d’Arts consta d’una sala expositiva: la sala Zero, de 140 m², una sala polivalent: la Miranda i deu tallers de producció destinats al servei de residències per al desenvolupament de projectes de creació.
El 2009, obre el Centre Audiovisual, un espai de 2.946 metres quadrats de superfície equipat tecnològicament que actua com a centre de recursos i ofereix serveis avançats a les empreses públiques i privades del sector audiovisual, especialment a les de proximitat. El centre també disposa de diferents equipaments i serveis de lloguer per a rodatges.
L'any següent, la Roca Umbert inaugura la nau polivalent de Dents de Serra i el Centre de Difusió Musical Nau B1. Aquest últim espai, escenari d'un gran nombre d'espectacles musicals, dona suport també als joves intèrprets, perquè puguin fer salt qualitatiu que necessiten. A més a més, la sala ofereix diverses activitats formatives i de suport per a músics, tècnics de so i professionals de l'ensenyament musical, gestionades en aliança amb l'Escola Superior d'Estudis Musicals, l' Institut del Teatre i RUMB.
Finalment, l'any 2011 es rehabiliten els tallers de producció de la Festa Major i la Tèrmica, centre d'interpretació del passat industrial que mostra l'evolució de la Indústria a Catalunya, la seva incidència social i el funcionament de l'energia. Actualment, la Tèrmica ofereix també visites immersives.

## Serveis de formació
L'equipament ofereix diversos cursos formatius al voltant de l'àmbit artístic, creatiu i cultural.

### Arts escèniques
L'escola de teatre Arsènic, vinculada amb Roca Umbert, ofereix un Cicle Formatiu de Grau Superior en Tècniques d'Actuació Teatral. El curs consta de 2.000 hores de formació repartides en 10 mòduls i dividides en dos anys acadèmics, i el títol oficial és atorgat per la Generalitat de Catalunya. A més a més, Arsènic ofereix tallers de teatre per a totes les edats. Tots els tallers giren sobre un eix temàtic comú, i l'escola treballa en grups reduïts, potenciant valors com el treball en equip, la responsabilitat i el compromís. Els alumnes dels tallers realitzen dues presentacions en públic al llarg del curs: l'aula oberta al mes de desembre, on tots els alumnes de l’escola conjuntament , petits i grans, mostren el treball realitzat durant els tres primers mesos. Al mes de juny, cada grup presenta el seu taller a la Sala Oberta del Teatre Auditori de Granollers.

### Arts visuals
Roca Umbert ofereix tallers de sketching (esbossos) a l'espai de la Tèrmica. El projecte està coorganitzat conjuntament amb l'escola IBoix, i es tracta de sessions de dibuix dels elements que componen aquest espai. Amb aquesta mateixa escola col·laborada, Roca Umbert Fàbrica de les Arts porta a terme sessions de dibuix amb models al natural.

### Cultura popular i tradicional
L'equipament inclou també opcions de formació al voltant de la cultura popular i tradicional. En són exemples els cursos de percussió, a càrrec d'Ivan Sanmartín, o el curs d'acordió diatònic, a càrrec de Pol Aumedes. A més a més, ofereix formació per aprendre a tocar la gralla, portada a terme per Roger Cucurella.

## Projectes i exposicions

### Rutes audioguiades
La antiga fàbrica proposa diferents rutes per les seves instal·lacions, que permeten conèixer en profunditat el passat, origen i funcionament de la fàbrica de Roca Umbert.

#### Ruta del sereno
Aquesta ruta consisteix en una explicació de la història industrial a càrrec del vigiliant nocturn. El sereno ensenya les instal·lacions i n'explica el seu passat, i també dona detalls sobre la infermeria, creada per l'empresa per cuidar la salut dels treballadors, ja que en aquell moment no existia cap sistema de sanitat pública universal. El guia destaca també la importància dels diferents oficis que hi havia a la fàbrica i com es tractava els aprenents. 

#### Ruta de les xemeneies
La ruta de les xemeneies consisteix en un recurregut per les xemeneies de la fàbrica Torras Vilà, la Serradora Gibert, la Font, Can Comas i la Tèrmica de Roca Umbert. S'ofereix així al públic un resum històric des de finals del segle XIX, estacant els canvis en els transports, l’arribada del tren, l’aparició de la fotografia, la construcció de l’hospital, l’expansió de les fàbriques i els vapors, el sorgiment de nous industrials i la creació d’associacions.

#### Ruta del muralisme
Aquest itinerari està constriït al voltant de l'art urbà que podem trobar a les parets de la Roca Umbert. Aquesta ruta posa en valor el projecte municipal Murs que parlen, que ha comptat amb la participació de diversos artistes de renom, els quals han deixat la seva empremta artística a Granollers. Al recinte de Roca Umbert també es poden veure murals creats en el marc d'altres iniciatives, des dels primers anys de la seva reconversió com a fàbrica de les arts.